# Чепован
Чепован (словен. Čepovan, итал. Chiapovano) је насељено место у општини Нова Горица, Горишка регија, Словенија.

## Историја
До територијалне реорганизације у Словенији био је у саставу старе општине Нова Горица.

## Становништво
У попису становништва из 2011. године, Чепован је имао 348 становника.
| Број становника према пописима | Број становника према пописима | Број становника према пописима |
| ------------------------------ | ------------------------------ | ------------------------------ |
| 1991                           | 2002                           | 2011                           |
| 430                            | 365                            | 348                            |

Напомена: Године 1952. повећана за насеља Врата, Дол при Чеповану и Пуштале која су укинута.